# Società gestione per il realizzo
Società gestione per il realizzo o in sigla Sgr è una società costituita da un gruppo di creditori della Federconsorzi e che ha acquistato in blocco al prezzo nominale di 2.150 miliardi di lire  l'intero insieme di beni dal Concordato preventivo Federconsorzi.
L'operazione (chiamata anche  piano Capaldo dal nome del proponente Pellegrino Capaldo) fu ritenuta dalla Procura della Repubblica di Perugia  avvenuta a prezzo vile. In tal modo, sempre secondo l'accusa, si sarebbe infranta la par condicio creditorum tra creditori che erano soci de ‘'Sgr'’ e quelli che erano rimasti fuori della compagine sociale.
Iniziò un lungo processo che in primo grado si concluse con la condanna penale a quattro imputati e la Società Gestione Realizzo fu condannata a risarcire le parti civili. 
In appello tale sentenza fu ribaltata perché gli imputati risultarono assolti e di conseguenza venne meno anche la responsabilità civile 
Tali azioni penali si intrecciarono con l'attività della commissione parlamentare d'inchiesta che tra i suoi compiti istitutivi aveva anche quello di esprimere una valutazione sulla congruità del prezzo. 
La relazione finale, redatta dal presidente senatore Melchiorre Cirami sostenne che non potevano essere  avanzate censure sul prezzo pagato da  Sgr.
Le traversie giudiziarie aveva portato anche per diversi anni il sequestro dei beni. Il processo di dismissione dei beni che doveva essere rapido, invece si prolungò nel tempo  e a 17 anni dal crack Federconsorzi una fetta consistente del patrimonio immobiliare deve essere ancora alienato.